# Gobierno estatal de Renania del Norte-Westfalia
El Gobierno estatal de Renania del Norte-Westfalia (en alemán, Landesregierung Nordrhein-Westfalen) es la institución de carácter ejecutivo en que se organiza el gobierno estatal del estado federado de Renania del Norte-Westfalia (Alemania).
El gobierno está formado por el Ministro-Presidente, quien encabeza el poder ejecutivo, y los ministros estatales, que son nombrados por el jefe del ejecutivo. El Ministro-Presidente establece las directrices de la política gubernamental y es responsable de ellas (lo que se conoce como la autoridad política). Dentro de las directrices establecidas, los ministros gestionan de manera independiente el área de responsabilidad que les ha sido asignada (el ministerio correspondiente). El gobierno estatal opera de acuerdo con normas de procedimiento.
El Ministro-Presidente es elegido por la mayoría del Parlamento Regional de Renania del Norte-Westfalia, pudiendo ser elegido en las dos primeras rondas por mayoría absoluta de la cámara y en la tercera por mayoría simple, con más votos a favor que en contra. En caso de no obtener ninguna de las dos mayorías, se procederá a la búsqueda de un nuevo candidato.

## Listado de Ministros-presidentes desde 1947
| Legislatura      | Gobierno   | N.º  | Fotografía          | Ministro-Presidente del Gobierno estatal de Renania del Norte-Westfalia | Inicio del mandato       | Fin del mandato       | Duración del mandato       |
| ---------------- | ---------- | ---- | ------------------- | ----------------------------------------------------------------------- | ------------------------ | --------------------- | -------------------------- |
| I (1947-1950)    | Arnold I   | 1.°  |                     | Karl Arnold                                                             | 17 de junio de 1947      | 1 de agosto de 1950   | 8 años, 8 meses y 11 días  |
| II (1950-1954)   | Arnold II  | 1.°  | 1 de agosto de 1950 | Karl Arnold                                                             | 27 de julio de 1954      |                       | 8 años, 8 meses y 11 días  |
| III (1954-1958)  | Arnold III | 1.°  | 27 de julio de 1954 | Karl Arnold                                                             | 28 de febrero de 1956    |                       | 8 años, 8 meses y 11 días  |
| III (1954-1958)  | Steinhoff  | 2.°  |                     | Fritz Steinhoff                                                         | 28 de febrero de 1956    | 24 de julio de 1958   | 2 años, 4 meses y 25 días  |
| IV (1958-1962)   | Meyers I   | 3.°  |                     | Franz Meyers                                                            | 24 de julio de 1958      | 26 de julio de 1962   | 8 años, 4 meses y 15 días  |
| V (1962-1966)    | Meyers II  | 3.°  | 26 de julio de 1962 | Franz Meyers                                                            | 26 de julio de 1966      |                       | 8 años, 4 meses y 15 días  |
| VI (1966-1970)   | Meyers III | 3.°  | 26 de julio de 1966 | Franz Meyers                                                            | 8 de diciembre de 1966   |                       | 8 años, 4 meses y 15 días  |
| VI (1966-1970)   | Kühn I     | 4.°  |                     | Heinz Kühn                                                              | 8 de diciembre de 1966   | 28 de julio de 1970   | 11 años, 9 meses y 12 días |
| VII (1970-1975)  | Kühn II    | 4.°  | 28 de julio de 1970 | Heinz Kühn                                                              | 4 de junio de 1975       |                       | 11 años, 9 meses y 12 días |
| VIII (1975-1980) | Kühn III   | 4.°  | 4 de junio de 1975  | Heinz Kühn                                                              | 20 de septiembre de 1978 |                       | 11 años, 9 meses y 12 días |
| VIII (1975-1980) | Rau I      | 5.°  |                     | Johannes Rau                                                            | 20 de septiembre de 1978 | 4 de junio de 1980    | 19 años, 8 meses y 19 días |
| IX (1980-1985)   | Rau II     | 5.°  | 4 de junio de 1980  | Johannes Rau                                                            | 5 de junio de 1985       |                       | 19 años, 8 meses y 19 días |
| X (1985-1990)    | Rau III    | 5.°  | 5 de junio de 1985  | Johannes Rau                                                            | 12 de junio de 1990      |                       | 19 años, 8 meses y 19 días |
| XI (1990-1995)   | Rau IV     | 5.°  | 12 de junio de 1990 | Johannes Rau                                                            | 17 de julio de 1995      |                       | 19 años, 8 meses y 19 días |
| XII (1995-2000)  | Rau V      | 5.°  | 17 de julio de 1995 | Johannes Rau                                                            | 9 de junio de 1998       |                       | 19 años, 8 meses y 19 días |
| XII (1995-2000)  | Clement I  | 6.°  |                     | Wolfgang Clement                                                        | 9 de junio de 1998       | 27 de junio de 2000   | 4 años, 5 meses y 3 días   |
| XIII (2000-2005) | Clement II | 6.°  | 27 de junio de 2000 | Wolfgang Clement                                                        | 12 de noviembre de 2002  |                       | 4 años, 5 meses y 3 días   |
| XIII (2000-2005) | Steinbrück | 7.°  |                     | Peer Steinbrück                                                         | 12 de noviembre de 2002  | 24 de junio de 2005   | 2 años, 7 meses y 12 días  |
| XIV (2005-2010)  | Rüttgers   | 8.°  |                     | Jürgen Rüttgers                                                         | 24 de junio de 2005      | 15 de julio de 2010   | 5 años y 21 días           |
| XV (2010-2012)   | Kraft I    | 9.ª  |                     | Hannelore Kraft                                                         | 15 de julio de 2010      | 21 de junio de 2012   | 6 años, 11 meses y 15 días |
| XVI (2012-2017)  | Kraft II   | 9.ª  | 21 de junio de 2012 | Hannelore Kraft                                                         | 30 de junio de 2017      |                       | 6 años, 11 meses y 15 días |
| XVII (2017-2022) | Laschet    | 10.° |                     | Armin Laschet                                                           | 30 de junio de 2017      | 28 de octubre de 2021 | 4 años, 3 meses y 28 días  |
| XVII (2017-2022) | Wüst I     | 11.° |                     | Hendrik Wüst                                                            | 28 de octubre de 2021    | 29 de junio de 2022   | 3 años, 9 meses y 9 días   |
| XVIII (2022-)    | Wüst II    | 11.° | 29 de junio de 2022 | Hendrik Wüst                                                            | En el cargo              |                       | 3 años, 9 meses y 9 días   |

## Ministerios
|                                                                        |                       |                                              |                                       |
| Partido político                                                       |                       | Unión Demócrata Cristiana de Alemania        | Unión Demócrata Cristiana de Alemania |
| Partido político                                                       | Alianza 90/Los Verdes |                                              |                                       |
| Ministro-Presidente                                                    |                       |                                              |                                       |
| Ministro-Presidente                                                    |                       | Hendrik Wüst Desde 29 de junio de 2022       |                                       |
| Viceministra-Presidenta                                                |                       |                                              |                                       |
| Viceministra-Presidenta                                                |                       | Mona Neubaur Desde el 1 de agosto de 2024    |                                       |
| Ministros                                                              |                       |                                              |                                       |
| Justicia                                                               |                       | Benjamin Limbach Desde 29 de junio de 2022   |                                       |
| Finanzas                                                               |                       | Marcus Optendrenk Desde 29 de junio de 2022  |                                       |
| Interior                                                               |                       | Herbert Reul Desde 29 de junio de 2022       |                                       |
| Trabajo, Salud y Asuntos Sociales                                      |                       | Karl-Josef Laumann Desde 29 de junio de 2022 |                                       |
| Medio Ambiente, Conservación de la Naturaleza y Transporte             |                       | Oliver Krischer Desde 29 de junio de 2022    |                                       |
| Educación                                                              |                       | Dorothee Feller Desde 29 de junio de 2022    |                                       |
| Asuntos Federales, Europeos e Internacionales y Medios de Comunicación |                       | Nathanael Liminski Desde 29 de junio de 2022 |                                       |
| Economía, Industria, Protección del Clima y Energía                    |                       | Mona Neubaur Desde el 1 de agosto de 2024    |                                       |
| Agricultura y Protección del Consumidor                                |                       | Silke Gorißen Desde 29 de junio de 2022      |                                       |
| Infancia, Juventud, Familia, Igualdad e Integración                    |                       | Josefine Paul Desde el 1 de agosto de 2024   |                                       |
| Vivienda, Asuntos Municipales, Infraestructuras y Digitalización       |                       | Ina Scharrenbach Desde 29 de junio de 2022   |                                       |
| Cultura y Ciencia                                                      |                       | Ina Brandes Desde 29 de junio de 2022        |                                       |